# Squad (jeu vidéo)
Pour les articles homonymes, voir Squad.
Squad est un jeu vidéo de tir tactique à la première personne « se déroulant dans l'environnement moderne actuel » développé par le studio canadien Offworld Industries. Il est auto-publié via Steam et est un successeur spirituel de Project Reality pour Battlefield 2. Le jeu comprend plusieurs factions jouables, y compris diverses forces insurgées et étatiques. Squad est devenu disponible en accès anticipé le 15 décembre 2015, pour une sortie définitive en septembre 2020.

## Système de jeu
Squad est un jeu de guerre basé sur la coopération d'escouade. Une partie de jeu se compose de deux factions belligérantes, chacune divisée en petites équipes pouvant avoir un maximum de neuf joueurs. Chaque équipe est composée de classes individuelles sélectionnées par les joueurs individuels. Les classes disponibles incluent l'infirmier, l'ingénieur de combat, le spécialiste antichars et divers types de tirailleurs. Une équipe de joueurs est dirigée par un chef d'escouade qui peut communiquer avec d'autres chefs d'escouade alliés et construire des bases de tir et des emplacements défensifs comme des armes et des sacs de sable. 
Squad emprunte son système de jeu à son prédécesseur Project Reality, en mettant l'accent sur la communication, la coordination et le travail d'équipe avec des matchs se déroulant sur des cartes à grande échelle jusqu'à 16 km², mettant en vedette de nombreux véhicules terrestres différents tels que les MRAP, les IFV, les APC et les chars, ainsi que des hélicoptères de transport. Les deux équipes se battent pour atteindre divers objectifs tels que la capture d'emplacements tactiques, la destruction de caches d'armes et l'épuisement des renforts ennemis. 

## Développement

### Annonce
Le développement de Squad a été annoncé en octobre 2014 lorsque le développeur de Project Reality Sniperdog (alias Will Stahl) a publié un message sur les forums de Project Reality. L'annonce portait la nouvelle du successeur spirituel de Project Reality sur Unreal Engine 4 d'Epic Games.

### Greenlight
Le 5 avril 2015, Squad est apparu dans le service Greenlight de Steam et cela a été annoncé dans une mise à jour intitulée « Vote For Us ».
Après huit jours sur Greenlight, Squad a été officiellement « greenlit » par Steam le 13 avril 2015,.

### Financement Kickstarter
Le financement Kickstarter a commencé le 26 mai 2015, avec six niveaux de contributeurs avec diverses récompenses telles que des marchandises, des récompenses en jeu et un accès aux tests pré-alpha,. Cinq jours après le lancement de Kickstarter, le jeu avait récolté plus de 200 000 $.

## Factions disponibles

### BLUFOR
- US Army
- Forces armées britanniques
- Armée canadienne
- Australian Defence Force
- Marines Corps

### REDFOR
- Forces armées de la fédération de Russie
- Troupes aéroportées de la fédération de Russie (VDV)
- L'Armée populaire de libération[13]
- Corps des Marines de l'Armée de Libération du Peuple (PLANMC)

### Independant
- Alliance du Moyen-Orient
- Insurgés
- Milice

## Équipements

### BLUFOR

#### Armes légères
- M4
- M4A1
- M110 SASS
- M240B
- M9A1
- SIG Sauer M17
- L85A2
- L22A2
- L86A2
- L110A2
- L7A2
- L128A1
- L131A1
- C7A2
- C8A3
- C9A2
- C6A1
- C14 Timberwolf
- Hi-Power
- EF88
- F88
- EF88C
- M870
- HK417
- F89
- Mk 48 Maximi

#### Grenades et lanceurs
- M18
- M67
- M203
- M72A7 LAW
- AT4-CS
- FMG-148 JAVELIN
- Carl Gustav M2
- L109A1
- L123A2
- NLAW
- C13
- F1
- SL40

#### Armes fixes et véhicules
- M2A1
- BMG-71 TOW
- M252 81mm
- FN MAG 58
- M939 (camion de transport)
- MAN HX (camion de transport)
- RMMVA (camion de transport)
- LUV-A1
- FV107
- LLPV
- TAPV
- Bushmaster PMV
- M-ATV (MRAP)
- M1126 (APC)
- FV432 (APC)
- LAV III (APC)
- ASLAV-25 (IFV)
- M2A3 (IFV)
- FV510 (IFV)
- LAV 6.0 (IFV)
- M1A1 (MBT)
- M1A2 (MBT)
- FV4034 (MBT)
- LEOPARD 2A6M (MBT)
- UH-60M (Hélicoptère de manœuvre et d'assaut)
- SA330 (Hélicoptère de manœuvre et d'assaut)
- CH146 (Hélicoptère de manœuvre et d'assaut)
- MHR-90 (Hélicoptère de manœuvre et d'assaut)

### REDFOR

#### Armes légères
- AK-74M
- AKS-74U
- RPK-74M
- PKP Pecheneg
- MP443 Grach
- KS-23
- SVDM

#### Grenades et lanceurs
- RGD5
- RGD2
- GP-25
- RPG-7V2
- RPG-26
- RPG-28

#### Armes fixes et véhicules
- NSV (HMG)
- 9M133 Kornet (ATGM)
- Podnos 82mm (Mortier)
- Ural-4320 (camion de transport - remplacé)
- KamAZ 5350 (camion de transport)
- BRDM-2
- Tigr-M
- MT-LBM (APC)
- BTR-80 (APC)
- MT-LBM 6MB (IFV)
- BTR-82A (IFV)
- BMP-2 (IFV)
- T-72B3 (MBT)
- Mi-8 (Hélicoptère polyvalent)

### Independant

#### Armes légères
- FN FAL
- AK-74
- AKS-74
- M4
- SKS
- AKS-74U
- RPK-74
- FN Minimi
- PKM
- SVD
- PM Makarov
- TT33 Tokarev

#### Grenades et lanceurs
- RGD5
- RGD2
- GP-25
- RPG-7
- RPG-29

#### Armes fixes et véhicules
- DshK (HMG)
- SPG-9 (Fusil sans recul)
- M1937 (Mortier)
- Ural 375 (camion de transport)
- ZU-23
- BRDM-2
- Technicals (DshK - SPG-9 - UB-32 MLRS)
- BMP-1
- BTR-80
- MT-LB
- T-62